# 巴拉里烏魯戰役
巴拉里烏魯戰役，是台灣魯凱族好茶部落傳說中的一場戰爭，部落英雄伯冷（Peleng）率領族人對抗進犯的排灣族部落巴拉里烏魯（Palhalhivolo），並且用計徹底將其擊潰，拯救了身陷滅村危機的好茶部落。

## 背景
巴拉里烏魯是位於隘寮南溪中游以北、現今新好茶部落上方的排灣族部落，自古以來便經常和舊好茶部落因為獵場或領土的事情而發生戰爭，雙方是彼此的勁敵。而在當時著名的大頭目珠邁（Chomai，「黑熊」的意思）帶領下，他們更藉由建立青年集會所、組織了當時附近一帶唯一一支系統且機動化的軍隊，利用強大的武力將勢力拓展到了高峰，不僅魯凱族部落、例如巴拉里烏魯北方一公里的卡里希部落（Karisi）臣服於他們、連舊好茶部落也自知現在的自己不是他們的對手，一直避免發生正面衝突:33:174。
然而，巴拉里烏魯卻在某天突然發難、襲擊並佔領了舊好茶部落，倖存的族人逃至古好茶部落所在的鹿鳴安地區（Romingan，位於屏東縣霧台鄉，茶埔岩跟霞迭爾山附近），只剩一名叫做勞京安．巴特勒（Draokingon Paterelao）的勇士在撤退到舊好茶部落北方的特勞地區（Derao）後仍每天晚上都會趁佔領部落的排灣族人離開後潛入部落、升起許多的火堆，讓巴拉里烏魯的族人以為魯凱族人又回來了而在第二天趕來攻擊並白跑一趟以牽制敵軍，但這樣下去也不是辦法，因此頭目希西利（Sisili）決定召回從部落分出去後在阿禮部落（Adiri，位於霧台鄉、好茶村的北方）東方一個叫老討達勒（Laodaodare）的地方建立自己家屋的弟弟伯冷來挽回局面。

## 戰爭

### 反擊
伯冷在跟哥哥與長老們討論後，判斷當下好茶部落沒辦法對付巴拉里烏魯部落和跟著他們來的卡里希部落聯軍，因此決定先假裝討好巴拉里烏魯，他帶著好茶部落全部的男丁前去跟他們和談，珠邁和巴拉里烏魯的族人們雖然保持警戒、還在過程中派卡里希的軍隊躲在後方的石頭中拉弓指著好茶部落的人，但在伯冷的口才和特勞好幾天的騷擾之下，他們也最終決定答應舊好茶部落的要求，然而在和談即將達成時，伯冷突然稱讚起在場最高（有可能是最強）的一個巴拉里烏魯戰士、並且煽動他為了證明自己的武勇而和自己比賽獵卡里希部落的人頭，衝動的戰士很快答應、並無預警對卡里希部落的軍隊發動攻擊，以自己強大的武力和弓箭射不穿的皮膚造成他們相當嚴重的死傷，而在那名戰士獵完人頭並喘著氣休息時，伯冷假裝輪到自己上場，並且趁機用長槍刺穿那名戰士的心臟。
這突然的情況讓在場的巴拉里烏魯族人嚇了一大跳，而伯冷帶來的舊好茶部落男丁們趁機發動攻擊，造成混亂和恐慌，巴拉里烏魯的戰士在這過程中被大肆屠殺，戰力被徹底瓦解，最終只有珠邁帶著剩下的五家人逃入部落的要塞中堅守。

### 勝利
雖然該襲擊讓巴拉里烏魯部落潰不成軍，但因為要塞易守難攻、而且伯冷又忌憚珠邁的智慧，認為強攻要塞的話一定會付出慘烈的傷亡，因此他決定就此撤回部落，並且派人切斷該要塞的水源，他早已看出巴拉里烏魯部落的水源地不僅很少而且很容易佔領、而珠邁之所以建立青年集會也是為了組織軍隊來確保水的供應，現在他們受困於要塞中，水源完全被切斷了，珠邁知道部落滅亡的未來無法避免，因此宣布要族人放棄守城並逃離當地，而身為頭目的自己要留下來與家園、祖先共存亡，他最後一次跟部落的族人們聚餐、並且在過程中把一個臼放在場地中央、將菸草放在裡面燒並插上許多吸管，做成多人共用的大菸斗，和所有族人一同抽完最後一斗菸後，族人便帶著家當離開了要塞，他自己則在要塞中平穩過了最後一晚。
而在巴拉里烏魯部落據險而守的過程中，一名好茶部落的勇士谷勒勒．沙瓦路（Kolele Saval ho）藉由長時間的觀察掌握了珠邁的生活習慣，便和自己的朋友一起潛入要塞並在珠邁的屋簷上埋伏，趁著珠邁睡醒從家裡走出來時，谷勒勒先從背後以長矛刺穿了珠邁的心臟、而他的朋友再上前補一槍，巴拉里烏魯戰役終告結束。

## 後續與影響
在巴拉里烏魯滅亡後，該部落的位置就成為了好茶部落族人種植雜糧的地方，現今還是可以看到相關的古城遺跡，但關於其遺民的去向則完全不得而知；另一方面，卡里希部落雖然重新獲得獨立並重建家園，但在一次豪雨造成的山崩和大洪水之下也滅亡了，只有在現今的霧臺部落（位於霧台鄉霧台村）裡有一些人自稱是卡里希的後裔；此外，因為帶領部落打贏了戰爭，伯冷的後代達拉巴舟家（Dalapathan，又有稱Druluane及音譯作「盧巒」）又被稱為「軍功頭目」，獨有舊好茶部落最高處Omomos（意思為「容易起霧」），和原本的頭目家族卡拉伊朗（Kadrangilan）家並列為兩大頭目家族。